# B
B je druga črka slovenske abecede in latínice.

## PomeniB
- B je simbol za kemijski element bor.
- B je mednarodna avtomobilska oznaka Belgije.
- v glasbi:
  - B-dur
  - B-mol
  - ton B
- v medicini je B ena od krvnih skupin
- b je oznaka linije na šahovnici
- B vitamin
- B je zaporedje formatov papirja po standardu ISO 216
- v fiziki je B oznaka za enoto bel
- virus B